# Kanton Bonneville
Kanton Bonneville (fr. Canton de Bonneville) je francouzský kanton v departementu Horní Savojsko v regionu Rhône-Alpes. Skládá se ze 13 obcí.

## Obce kantonu
- Ayse
- Bonneville
- Brizon
- Contamine-sur-Arve
- Entremont
- Faucigny
- Marcellaz
- Marignier
- Mont-Saxonnex
- Peillonnex
- Le Petit-Bornand-les-Glières
- Thyez
- Vougy